# Körmöczi János
Nagyajtai Körmöczi János (Kissáros, 1763. szeptember 14. – Kolozsvár, 1836. december 14.) unitárius lelkész, erdélyi magyar unitárius püspök 1812-től haláláig.

## Élete
Kissároson (ma Magyarsáros) született Körmöczi János tanító és Bánfi Zsuzsánna fiaként. A kolozsvári főiskolában tanult; 1794-ben közköltségen külföldi akadémiákra küldték, honnét visszatérve, 1797-ben a kolozsvári unitárius főiskolában a mathesis és physika tanítója lett, 1802-ben pedig iskolaigazgató. 1812. július 7. a ravai synoduson püspökké választották. 1814-ben Tordára utazása közben szekere elragadtatván, fején tetemes sérülést kapott, melynek mindvégig szenvedte sajnos következményeit. Meghalt 1836-ban Kolozsvárt 74. évében.

## Művei
- Az istenség két leányainak a vallás és a józan okosságnak kölcsönös viaskodásai és győzelmei. Kolozsvár, 1800 (Beszédek ... a kis-városi templomban (1799, Pákéi József beszédével együtt)
- Nem minden asszonyok emberek. Egy halotti beszéd Ágh Klára néhai orvosdoktor Barra Ferencz özvegye felett. Uo. 1800
- Körmöczi János és Pakai Pakay József beszédei a vallásról és józan okosságról. Uo. 1800
- Az emberség megtanulásának oskolája. Egy halotti beszéd, melyet néhai t. t. pákei Pákai József urnak az erdélyi unitaria ekklésia nagy érdemű generalis notáriussának... érdemlett utolsó tisztesség megadására irt és el is mondott 1802. eszt. Uo. 1802
- A hív előljáró munkásságának mezeji s a közjó előmozdításban tett fáradozásának jutalma egy szomorú elmélkedésben, melyet Petrityevith Horváth Ferencz örök emlékezetére irásban hagyott. Ugyanott, 1805 (Szabó Sámuel beszédével együtt)
- Az emberi életnek tisztességes vénsége a bölcsességben és makula nélkül való életben, lerajzolva egy halotti tanításban, melyet mélt. Kénosi Sándor Moses urnak utolsó érdemlett tiszteletére irt 1809. esztendőben. Ugyanott, 1809 (Molnos Dávid beszédével együtt)